# فابيانا دينيز
فابيانا دينيز (بالبرتغالية: Fabiana Diniz) مواليد 13 مايو 1981 في البرازيل، هي لاعبة كرة يد برازيلية. مثلت منتخب البرازيل لكرة اليد للسيدات. شاركت في دورة الألعاب الأولمبية الصيفية سنة 2012. حققت المركز الأول في بطولة العالم لكرة اليد للسيدات 2013.

## سجل المنافسة
شاركت في البطولات التالية:
- الألعاب الأولمبية الصيفية 2012
- الألعاب الأولمبية الصيفية 2016
- بطولة العالم لكرة اليد للسيدات 2011
- بطولة العالم لكرة اليد للسيدات 2013
- بطولة العالم لكرة اليد للسيدات 2015

## الميداليات
| الميدالية | المسابقة                            |
| --------- | ----------------------------------- |
| ذهبية     | بطولة العالم لكرة اليد للسيدات 2013 |
| ذهبية     | دورة الألعاب الأمريكية 2003         |
| ذهبية     | دورة الألعاب الأمريكية 2007         |
| ذهبية     | دورة الألعاب الأمريكية 2011         |
| ذهبية     | بطولة بان أميركان لكرة اليد للسيدات |

## روابط خارجية
- فابيانا دينيز على موقع الاتحاد الأوروبي لكرة اليد (الإنجليزية)
- فابيانا دينيز على موقع اللجنة الأولمبية الدولية (الإنجليزية)
- فابيانا دينيز على موقع أوليمبيديا (الإنجليزية)
- فابيانا دينيز على موقع اللجنة الأولمبية البرازيلية (البرتغالية)